# Пальма першості

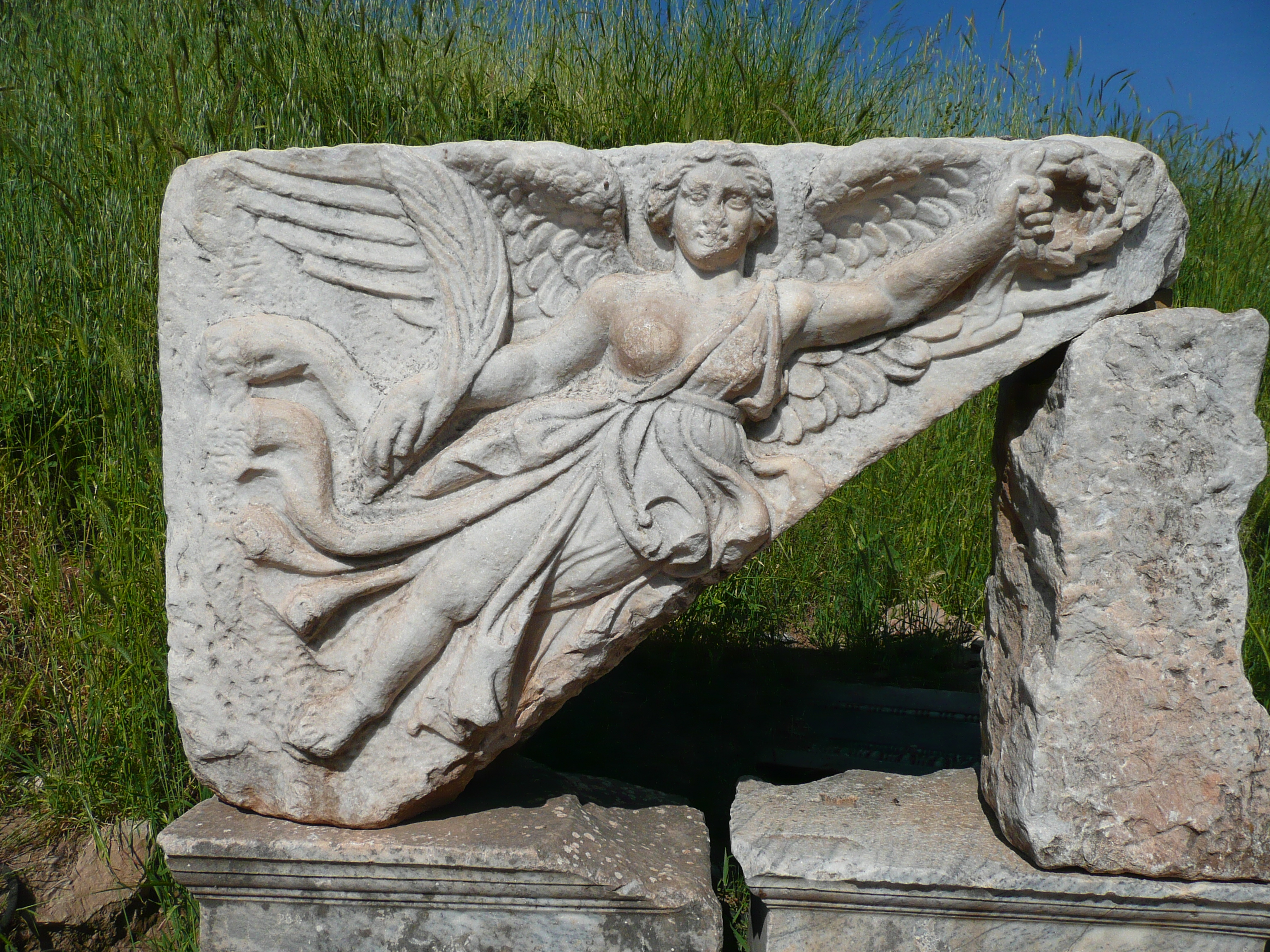
Богиня Ніка з пальмовою гілкою та лавровим вінком.

Па́льма пе́ршості або першенства́ — пальмова гілка, давньогрецький символ перемоги на Олімпійських іграх чи спортивних змаганнях. Атрибут богині Ніки, що уособлювала перемогу. У переносному значенні — вислів, що означає вихід на перше місце, безперечну перевагу або пріоритет.